# Мейска-Гурка
Мейска-Гурка (пол. Miejska Górka) — город в Польше, входит в Великопольское воеводство, Равичский повят. Центр гмины Мейска-Гурка. Занимает площадь 3,09 км². Население 3149 жителей (на 2009 год, в 2005 году в городе проживал 3121 человек).
Город расположен на автодороге № 36 Люблин — Равич — Мейска-Гурка — Кротошин — Острув-Велькопольски.

## Города-побратимы
- Добрушка, Чехия
- Турбов